# Sỹ Luân
Nguyễn Sỹ Luân (sinh ngày 5 tháng 5 năm 1982), thường được biết đến với nghệ danh Sỹ Luân là một nhạc sĩ, ca sĩ, người dẫn chương trình và cũng là một diễn viên Việt Nam. Trước đây anh là học sinh của trường Trung học Phổ thông Nguyễn Thị Minh Khai tại Thành phố Hồ Chí Minh. Hiện anh là Giám đốc Trung tâm Văn hoá Nghệ thuật HUTECH kể từ tháng 11/2014.

## Tiểu sử
Nguyễn Sỹ Luân sinh ngày 5 tháng 5 năm 1982, là con trưởng trong gia đình, anh có bố là người Campuchia và mẹ người Việt Nam. Năm 2007 anh ký hợp đồng trở thành ca sĩ độc quyền của Chánh Nam Entertainment.

## Đời tư
Năm 2009, anh gặp Tai nạn giao thông nghiêm trọng, mất trí nhớ và không thể tự sinh hoạt.
Tình yêu của Sỹ Luân và bà xã Phương Thảo (nghệ danh Liên Thảo) (sinh năm 1994, hiện đang là Người dẫn chương trình, giáo viên tiếng Anh và tiếng Trung kiêm luôn quản lý của anh) bắt đầu vào năm 2013. Cả hai đều là Phật tử nên đã gặp gỡ và quen biết tại Chùa Hoằng Pháp, Thành phố Hồ Chí Minh. Nam ca sĩ ví mối tình của anh như một duyên số do trời sắp đặt bởi cả hai là những người luôn hướng về Phật pháp, thường xuyên đi chùa và làm công quả.
Tuy nhiên, bà xã Sỹ Luân không được lòng gia đình chồng nên suốt 6 - 7 năm yêu đương cũng gặp nhiều khó khăn. Phải cho đến khi con gái đầu lòng - bé An Nhiên chào đời thì gia đình chồng mới có nhiều tình thương hơn, đặc biệt là rất quý em bé. Vợ chồng Sỹ Luân đang chung sống tại nhà riêng ở Quận 7, sau khi làm Lễ Hằng thuận tại Thái Lan.

## Các sáng tác tiêu biểu
- 1, 2, 3 ngôi sao
- Anh là người có lỗi (Lâm Vũ)
- Anh yêu em nhiều lắm
- Anh chỉ là bạn thân
- Anh chỉ là hình bóng của người khác (đồng sáng tác với Lâm Vũ)
- Ánh sao băng (Ngôi sao băng) (Phạm Quỳnh Anh & Weboys)
- Áo dài ơi (Mây Trắng)
- Bóng hình
- Bếp yêu thương
- Cây dù (song ca với Jenny Hải Yến)
- Chẳng thể thiếu em (The Men)
- Chỉ vì anh nghèo
- Cún yêu (Lương Bích Hữu)
- Cô gái Trung Hoa (Lương Bích Hữu)
- Đón chào năm mới
- Đêm sao lung linh
- Đuổi bóng (nhạc phim Một Thời Ta Đuổi Bóng)
- Em là vầng trăng của anh
- Em yêu anh nhiều lắm (Bảo Thy)
- Em về đi
- Giấc mơ
- Giấc mơ về một tình yêu
- Hãy cứ vui lên bạn ơi
- Hãy tạo cơ hội cho nhau (đồng sáng tác với Lâm Vũ)
- Hoài niệm
- Khi em ra đi
- Khi tình yêu đến
- Khóc (Quang Hà)
- Khúc hạ (Mây Trắng)
- Làm lại từ đầu (đồng sáng tác với Nguyễn Quang Huy) (Anh Kiệt)
- Mãi xanh tuổi hai mươi (Lam Trường)
- Màu nắng chưa phai (Phương Vy)
- Mắt nai cha cha cha (Hồng Ngọc)
- Mùa thu nhớ em (Hồ Trung Dũng)
- Mừng năm học mới
- My little sunshine (Quốc Thiên)
- Nếu biết trước tình không vui (song ca với Lương Bích Hữu)
- Ngôi sao băng (Phạm Quỳnh Anh & Weboys)
- Người thay thế cho anh (song ca với Hoàng Hải)
- Nỗi nhớ vỡ òa (Lê Hiếu)
- Nơi ta thuộc về nhau (song ca với Hoàng Hải)
- Nước mắt hóa đá (Lương Bích Hữu)
- Phút bối rối (Song Yến)
- Sát cánh bên nhau
- Sẽ mãi yêu em (song ca với Lam Trường)
- Taxi (H.A.T)
- Tin nhắn (Xuân Mai)
- Tình chợt đến (Nhật Tinh Anh)
- Tình xa (Lam Trường)
- Tình yêu không thể đến với hai người (Lâm Vũ)
- Thiên thần đáng yêu (GMC)
- Tóc dài ơi
- Trái tim í a (song ca với Lương Bích Hữu)
- Trái tim yêu thương
- Tuổi chúng mình (Xuân Mai & Lam Anh)
- Tuổi hồng (Võ Hạ Trâm)
- Tuổi trẻ Việt Nam ơi
- Vẫn yêu như thuở ấy (GMC)
- Yêu làm chi (H.A.T, Noo Phước Thịnh & Thủy Tiên)

## Điện ảnh & Chương trình truyền hình

### Phim truyện
| Năm  | Tựa phim             | Vai diễn            | Định dạng        |
| ---- | -------------------- | ------------------- | ---------------- |
| 2006 | Hộ chiếu vào đời     | Nhạc sĩ Trung Trung | phim truyền hình |
| 2007 | Chuông reo là bắn    | Hải                 | phim điện ảnh    |
| 2008 | Khi người ta đẹp     |                     | phim truyền hình |
| 2009 | Chỗ chỉ có một người | Bình                | phim truyền hình |

### Chương trình truyền hình
| Năm             | Chương trình                      | Kênh phát sóng  | Vai trò                | Ghi chú |
| --------------- | --------------------------------- | --------------- | ---------------------- | --- |
| 2006            | Chung sức                         | HTV7            | Người chơi             | Đội trưởng |
| 2006-2008       | Thế giới vui nhộn                 | HTV7            | Dẫn chương trình       | |
| 2006-2009       | Hát với ngôi sao                  | HTV7            | Khách mời              | |
| 05/2009-08/2011 | Hát với ngôi sao                  | HTV7            | Người dẫn chương trình | |
| 2005-2012       | Trò chơi âm nhạc                  | VTV3            | Đội trưởng             | |
| 2007            | Chinh phục thời gian              | HTV7            | Người chơi             | |
| 2007            | Chiếc nón kỳ diệu                 | VTV3            | Người chơi             | Số đầu tiên Mùng 1 Tết Đinh Hợi |
| 2008-2009       | Thần tượng âm nhạc: Vietnam Idol  | HTV7            | Người dẫn chương trình | thay thế cho Nguyên Vũ |
| 2008            | Hành khách cuối cùng              | VTV3            | Khách mời              | Số đặc biệt kỷ niệm 1 năm lên sóng chương trình, đồng thời anh cũng chính là tác giả của ca khúc "Sát cánh bên nhau" được sử dụng để làm bài hát của chương trình. |
| 2008-2009       | Khuấy động nhịp đam mê            | HTV7            | Người dẫn chương trình | |
| 2008            | Nốt nhạc vui                      | HTV7            | Người chơi             | |
| 2009            | Thế giới trẻ                      | VTC9 Let's Viet | Người dẫn chương trình | |
| 2012            | Thử tài thách trí                 | HTV7            | Người chơi             | |
| 2012            | Đọ sức âm nhạc                    | HTV7            | Người chơi             | |
| 2014            | Người kế tiếp                     | VTV6            | Người chơi             | |
| 2014            | Ơn giời cậu đây rồi!              | VTV3            | Khách mời              | |
| 2014            | Sao là sao!                       | THVL            | Giám khảo              | |
| 2014            | Đi tìm ẩn số                      | HTV7            | Người chơi             | |
| 2014            | Gương mặt thân quen               | VTV3            | Khách mời              | |
| 2014            | Vì bạn xứng đáng                  | VTV3            | Người chơi             | |
| 2015            | Đàn ông phải thế                  | HTV7            | Người chơi             | |
| 2017            | Siêu bất ngờ                      | HTV7            | Khách mời              | |
| 2017            | 100 triệu 1 phút                  | VTV3            | Người chơi             | |
| 2018            | Đấu trường 9+                     | HTV7            | Người dẫn chương trình | |
| 2018            | Cao thủ đấu nhạc                  | HTV7            | Người chơi             | |
| 2019            | Ký ức vui vẻ                      | VTV3            | Khách mời thập niên 90 | |
| 2020            | Ca sĩ ẩn danh                     | HTV7            | Ca sĩ ẩn danh          | |
| 2021            | Ai là bậc thầy chính hiệu (mùa 2) | VTV3            | Người chơi             | Thành viên cùa đội Cà Na Xí Muội với MC Liên Thảo (vợ anh) |
| 2021            | Vượt thành chiến                  | VTV3            | Người chơi             | |
| 2021            | Úm ba la ra chữ gì (mùa 3)        | VTV3            | Người chơi             | |
| 2021            | Lạ lắm à nha                      | VTV3            | Nghệ sĩ bí ẩn          | |
| 2021            | Vì bạn xứng đáng                  | VTV3            | Người chơi             | |
| 2022            | 100 triệu 1 phút                  | VTV3            | Người chơi             | |